# Lac de Singur
Le lac de Singur (anglais :  Singur Dam , télougou : సింగూర్ సింగూరు) est un lac artificiel du sud de l'Inde, dans le Telangana. 

## Présentation
Il est issu d'un barrage sur la Manjira  bâti en 1998 pour alimenter Hyderabad et l'agriculture, en particulier celle du district de Medak en eau. 80 % de son eau sert en agriculture, le reste pour l'eau potable, cette eau est prélevée sur la Godavari et finit dans la Krishna (fleuve).
La capacité de stockage est de 30 km3.

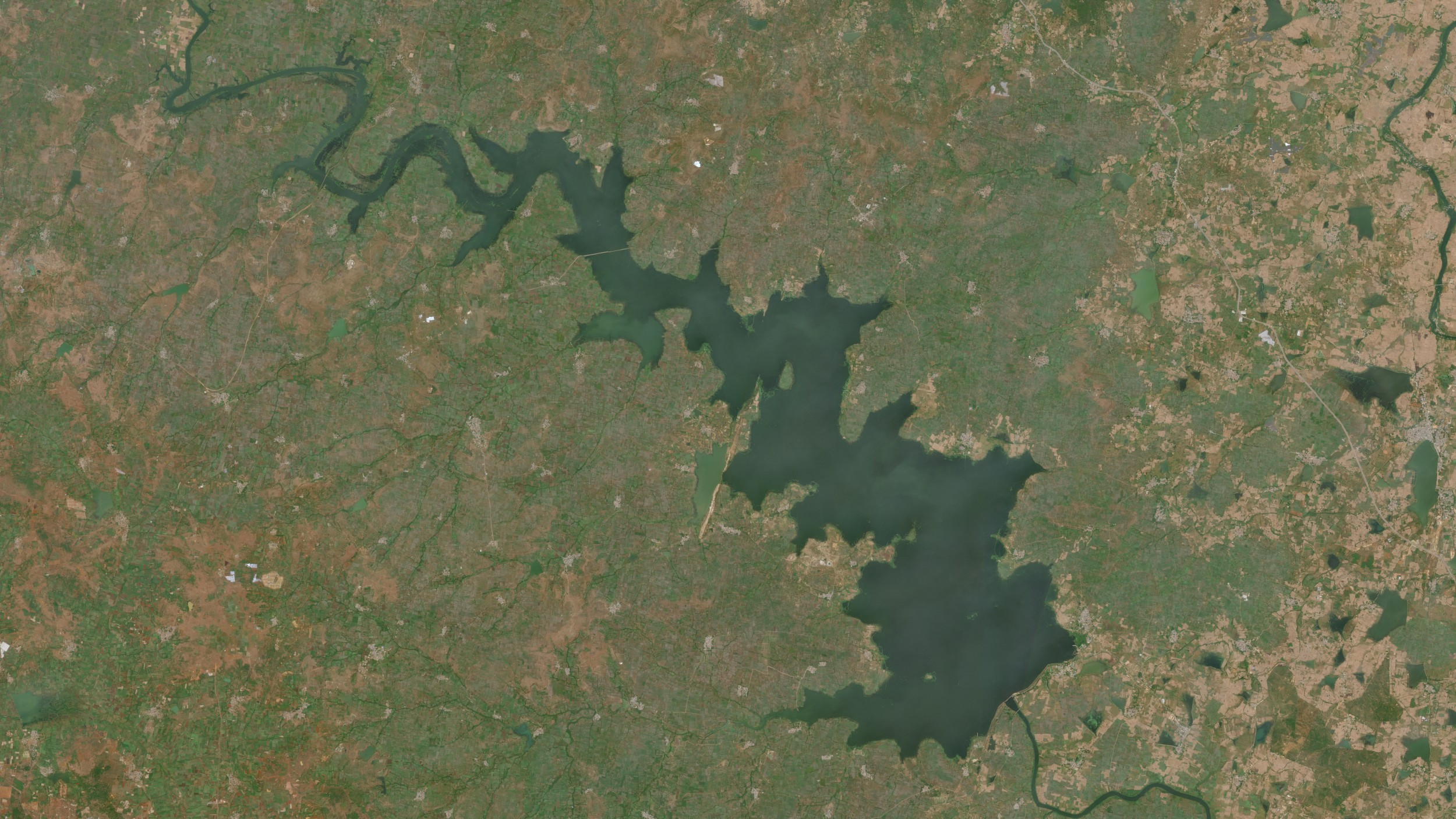
Photo satellite du lac de Singur en 2024.